# Chabuata paulista
Chabuata paulista là một loài bướm đêm trong họ Noctuidae.